# حزب الإدارة الذاتية النيجيري
حزب الإدارة الذاتية النيجيري (بالفرنسية: Parti nigérien pour l'autogestion)) هو حزب سياسي في النيجر بقيادة السنوسي جاكو.

## التاريخ
أسس جاكو الحزب في 2 شباط / فبراير 1997 بعد طرده عام 1996 من المؤتمر الديمقراطي والاجتماعي (الذي شارك في تأسيسه عام 1991) عندما اختار تولي مناصب وزارية في حكومة إبراهيم باري مناصرة. حصل على 0.9٪ من الأصوات في انتخابات 1999 البرلمانية، وفشل في الفوز بمقعد. وخاض الانتخابات البرلمانية لعام 2004 بالتحالف مع الحزب النيجيري للديمقراطية والاشتراكية والحزب التقدمي النيجيري - التجمع الديمقراطي الأفريقي، وفازت القائمة المشتركة بأربعة مقاعد. شغل جاكو أحد المقاعد، وأصبح أول نائب منتخب للحزب.
احتفظ الحزب بمقعده الوحيد في الانتخابات البرلمانية لعام 2009، لكنه لم يحصل على أي أصوات في انتخابات 2011 التي أعقبت انقلاب 2010. في الانتخابات البرلمانية لعام 2016 حصل على 0.5٪ من الأصوات، وفشل في الفوز بمقعد.